# رابح ماجر
رابح ماجر
15 ديسمبر 1958 في حسين داي بالجزائر العاصمة، هو لاعب كرة قدم جزائري، بدأ بممارسة كرة القدم مع نادي نصر حسين داي بالجزائر العاصمة، لعب لنادي بورتو البرتغالي في الثمانينات من القرن الماضي، يعتبر ماجر واحد من أفضل لاعبي كرة القدم في تاريخ الجزائر ولقد صُنِّف خامس أفضل لاعب إفريقي القرن بعد جورج وياه، روجيه ميلا، عبيدي بيليه ولخضر بلومي، كما صُنف عام 2004 أفضل لاعب عربي في القرن الـ20 في تاريخ كرة القدم العربية، حيث إنه أول عربي يفوز بدوري أبطال أوروبا، وكان مدرب المنتخب الوطني الجزائري ثم تمت إقالته بسبب سوء النتائج.

## مسيرته الدولية
لعب ماجر في سنة 1983 أراد رابح الاحتراف في الخارج بعد مشوار جيد في البطولة الجزائرية ووقع مع نادي راسينغ باريس الفرنسي الذي كان يلعب في الدرجة الثانية الفرنسية، وفي أول موسم لرابح مع فريقه الجديد تألق بشكل كبير وكان له الفضل الأكبر في صعود فريقه لدوري الأضواء وفي أول موسم لرابح في دوري الدرجة الأولى سجل رابح 20 هدفا في 27 لقاء فقط ما دفع بنادي تور الفرنسي للتعاقد معه سنة 1985 وبعد تألق آخر مع نادي تور انتقل رابح لنادي أكبر ألا وهو نادي بورتو البرتغالي أين عرف أوج عطاء النجم العربي حيث وفي أول موسم لرابح مع بورتو وصل مع الفريق لنهائي دوري أبطال أوروبا وفاز بها بهدف أسطوري بالعقب من رابح ماجر ضد بايرن ميونيخ الألماني ليكون أول عربي وأول إفريقي يفوز بهذه البطولة وأيضا يكون أول عربي وأول إفريقي يسجل في النهائي وفي نفس الموسم فاز رابح بكأس الإنتركونتينونتال (كأس العالم للأندية حاليًا) بعد فوزه مع فريقه في النهائي على نادي بنيارول الأوروغواياني وبهدف ذهبي من طرف النجم العربي رابح ماجر ليكون أول عربي وأول إفريقي يفوز بهذه البطولة وأول عربي يسجل في النهائي وأيضا في نفس الموسم فاز رابح بكأس السوبر الأوروبية ليكون أول عربي يفوز بهذه البطولة.

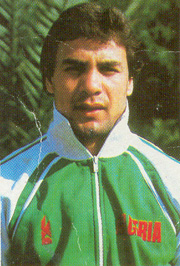
رابح ماجر في 1986.

## مسيرته مع النوادي
وقع لنادي بورتو قبل بداية موسم 1986-1987 م قادما من نادي تور الفرنسي وفي هذا الموسم سجل ماجر هدفه الشهير بكعب قدمه والذي أهدى به الفوز لفريقه على حساب نادي بايرن ميونخ الألماني (انتهت المباراة 2-1) واستحق نادي بورتو على إثر الفوز أن يظفر بلقب دوري أبطال أوروبا. فاز مع بورتو بعدها بالكأس القارية وبطولة الدوري البرتغالي لموسم 1987-1988 م. بعدها انتقل لنادي فالنسيا الإسباني ومكث معه موسمين ليعود بعدها لنادي بورتو لموسم واحد وأخيرا انتقل إلى نادي قطر القطري في موسم 1991-1992 ثم اعتزل اللعب.

## مسيرته في التدريب
عمل ماجر بعد اعتزاله بالتدريب فدرب المنتخب الجزائري عام 1993 ولم يكتب له النجاح وأقيل عام 1995 وعين مدربًا لفريق الشباب في بورتو من 1995 حتى 1997، وفي عام 1997 عمل مدربًا لنادي السد القطري قبل ان ينتقل لتدريب نادي الوكرة القطري لمدة عام آخر واستطاع أن يظفر معه بلقب الدوري الممتاز قبل أن يعود لتدريب المنتخب عام واحد 1999 ثم يتركه ويعود لتدريبه مجددًا عام 2001 قبل ترك قيادته عقب خروج محاربي الصحراء من من نهائيات كأس أفريقيا 2002، وكان آخر محطاته التدريبية مع تعاقد الريان القطري موسم 2005 - 2006، وفي نهاية 2013 عُيِّن الأسطورة الجزائري على رأس اللجنة الوطنية لرياضة النخبة والمستوى العالي واكتشاف المواهب الرياضية في مسعى من السلطات للحد من سياسة الاعتماد على الرياضيين من المدارس الأجنبية في الخارج، خاصة فرنسا، ليصبح محللا في قناة الهداف تي في منذ 2014 ليعود إلى تدريب "محاربي الصحراء" سنة 2017 للمرة الرابعة في سبيل إعادة وضع قطار النخبة الرياضية على السكة الصحيحة".

## محطات مهمة في حياته

### احتراف رابح ماجر
عندما قرر اللاعب الاحتراف في عام 1983 لم يكن أمامه الكثير من العروض ولذلك قبل الانضمام إلى نادي الدرجة الثانية الفرنسي راسينغ باريس.

### الصعود للدوري الأول الفرنسي
بعد أن قضى اللاعب موسم واحد فقط مع نادي راسينغ باريس في دوري الدرجة الثانية الفرنسي تمكن مع زملائه من الصعود إلى دوري الدرجة الأولى، وبداية من هذا التوقيت أصبح رابح ماجر من أهم اللاعبين في أوروبا.

### هدف بكعب القدم
في المباراة النهائية من بطولة دوري أبطال أوروبا عندما كان اللاعب منضم إلى نادي بورتو البرتغالي أحرز اللاعب هدف بكعب القدم في نادي بايرن ميونخ الألماني وحصل النادي على اللقب بسبب هذا الهدف ولذلك أطلق عليه صاحب الكعب الذهبي.

### فشل الكشف الطبي
بعد أن أثبت اللاعب نفسه مع نادي بورتو البرتغالي عرض نادي بايرن ميونخ الألماني فكرة التعاقد مع اللاعب وفي 1987 انتقل اللاعب إلى الفريق من أجل إتمام التعاقد ولكن اللاعب لم يجتاز الكشف الطبي نتيجة إصابة قديمة له وهو الأمر الذي منعه من المشاركة معهم.

### إصابة اللاعب تمنعه من الانتر ميلان
بعد أن لم يتمكن رابح ماجر من الالتحاق بنادي بايرن ميونخ الألماني قرر نادي انتر ميلان الإيطالي التعاقد مع اللاعب ولكن نفس الإصابة منعته كذلك من المشاركة مع الفريق.

### مواقف انسانية لرابح ماجر
قام اللاعب رابح ماجر بعد الاعتزال بوضع حذائه الذي شارك به مع نادي بورتو البرتغالي أثناء فترة تواجده مع الفريق في مزاد علني وتبرع بكامل قيمته إلى لصالح ضحايا الفيضان في الجزائر.
رابح ماجر في مهرجان ساتوك للأيتام:
أعلن اللاعب رابح ماجر ترحيبه الشديد من أجل المشاركة في مهرجان ساتوك للأيتام في مدينة القاهرة بمصر في نهاية شهر سبتمبر القادم 2015.
المشاركة في برنامج (THE VICTORIOUS) الخيري:
في سنة 2014 شارك اللاعب رابح ماجر في برنامج تلفازي مع كل من دييغو مارادونا وميشيل سالغادو، وهو البرنامج الذي جمع العديد من المواهب الكروية من أجل القيام بالعديد من المنافسات في البرنامج كنوع من الأعمال الخيرية.

## مسيرته مع التحليل
- عمل رابح ماجر محللًا رياضيًا لقناة الجزيرة الرياضية، ونشط في كل من البطولة الإسبانية والبطولات الدولية، ثم انتقل للتحليل مع قناة العربية في نهائيات كأس العالم 2010، وحاليًا هو محلل لقناة جزائرية الهداف تي في منذ 2014.

## الإنجازات

### مع النوادي
- مع نادي نصر حسين داي :
  - كأس الجمهورية (1) :
    - البطل : 1979.
    - الوصيف : 1977، 1982.

  - كأس إفريقيا للأندية الفائزة بالكؤوس :
    - الوصيف : 1978.
- مع نادي بورتو البرتغالي :
  - دوري أبطال أوروبا (1) :
    - البطل: 1987.

  - كأس الإنتركونتيننتال (1) :
    - البطل : 1987.

  - الدوري البرتغالي لكرة القدم (3) :
    - البطل : 1986، 1988، 1991.

  - كأس البرتغال (2) :
    - البطل : 1988، 1991.

  - كأس السوبر البرتغالي (2) :
    - البطل : 1986، 1991.

### مع المنتخب
- مع المنتخب الجزائري :
  - دورة ألعاب كل أفريقيا (1) :
    - البطل: 1978.

  - دورة الألعاب العربية :
    - المركز الثالث :1985.

  - كأس الأمم الأفرو آسيوية (1) :
    - البطل :1991.

  - كأس الأمم الأفريقية (1) :
    - البطل :1990.
    - الوصيف :1980.

  - بطولة كأس العالم لكرة القدم :
    - التأهل: 1982، 1986.

### شخصية
- أول هداف جزائري في كأس العالم
- هداف دوري نجوم قطر عام 1993 بـ13 هدف مع نادي قطر.
- حائز على الكرة الذهبية الإفريقية لسنة 1987.
- خامس أفضل لاعب إفريقي في القرن 20.
- أفضل لاعب عربي في القرن 20.
- أفضل لاعب جزائري في القرن الـ20 مع لخضر بلومي حسب جريدة الهداف الجزائرية (2009).
- سفير الأمم المتحدة للنوايا الحسنة.
- وسام الاستحقاق من الاتحادية الجزائرية لكرة القدم.
- جائزة القدم الذهبية (Golden Foot) في موناكو 2011.[3]